# 十一個城市巡迴賽
十一個城市巡迴賽（
荷蘭語：、西弗里斯語：Alvestêdetocht）是荷蘭菲仕蘭省的一項傳統長途巡迴溜冰比賽，這項競賽穿越該省所有11個歷史名城。僅當沿整個路線的天然冰層至少有15厘米（6英寸）厚時，巡迴賽才會舉行。比賽已經舉行了15次，首次舉行是1909年，最近的一次是在1997年1月4日。

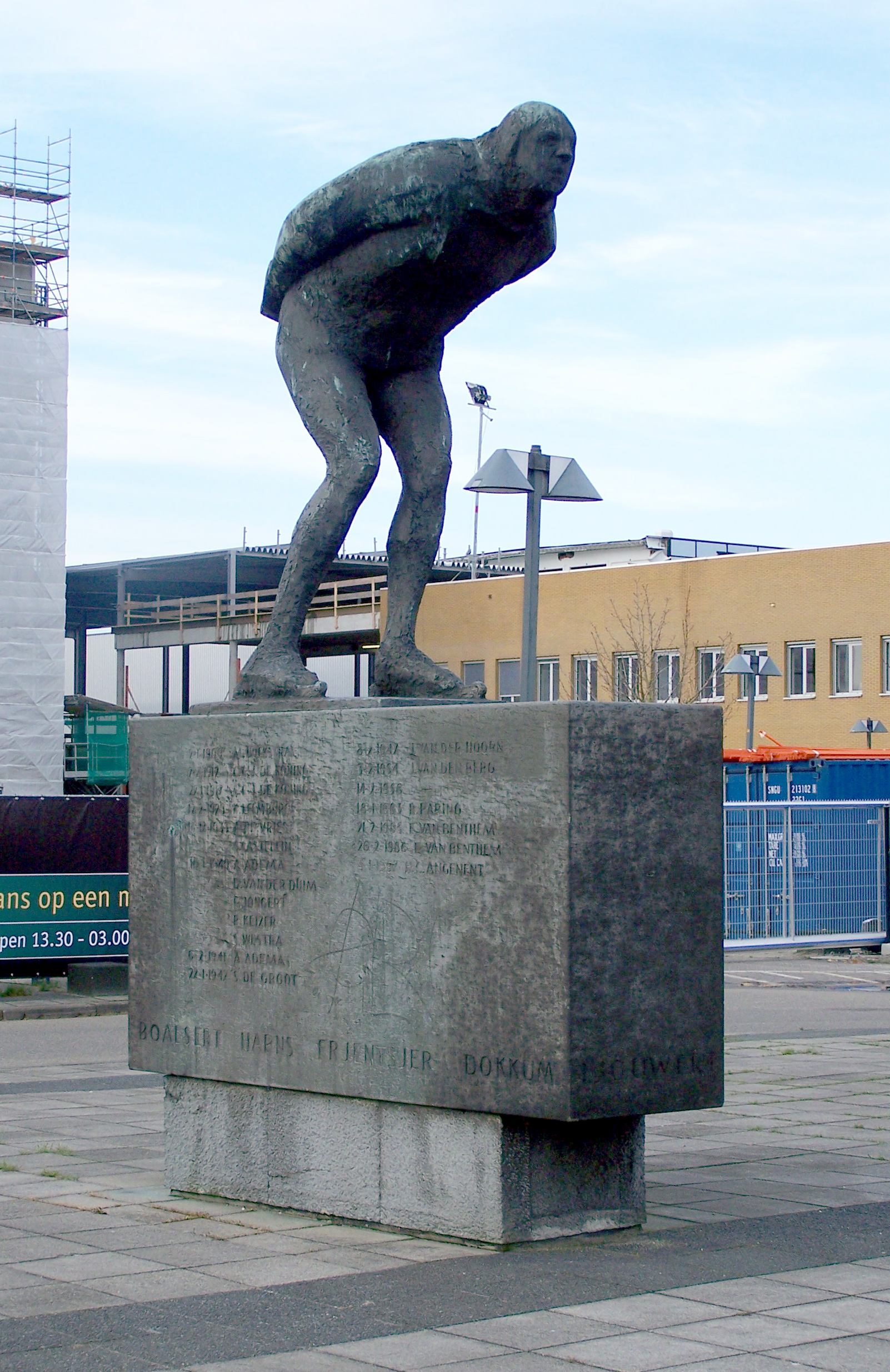
位於呂伐登的十一個城市巡迴賽參賽者雕像，所有獲獎者的姓名都列在基座上

路線全長近200公里，依循沿著結冰的河面，河流和湖泊途經11座弗里斯蘭城市：呂伐登、斯內克、艾爾斯特、斯洛滕、斯塔福倫、欣德洛彭、沃爾克姆、博爾斯瓦德、哈靈根、弗拉訥克、多克姆，然後返回呂伐登。
1986年，當時的荷蘭王儲，即現任國王威廉-亞歷山大曾以假名參賽並成功完成賽事。